# Barbara Fegebank
Barbara Fegebank (* 18. Juni 1946 in Bremen) ist eine deutsche Haushalts- und Ernährungswissenschaftlerin. Sie lehrt und forscht an der Technischen Universität Dresden.

## Leben
Barbara Fegebank studierte Haushalts- und Ernährungswissenschaft an der Justus-Liebig-Universität Gießen und wurde 1974 im Fachgebiet Verbrauchslehre zum Doktor der Agrarwissenschaften (Dr. agr.) promoviert. Von 1976 bis 1993 war sie, erst an der Universität Bielefeld, dann an der Universität Paderborn, in der Lehrerausbildung tätig. Ihre Habilitation erhielt sie 1993 an der Technischen Universität München und ging im selben Jahr an die Technische Universität Dresden, wo sie seither als Professorin für Ernährungs- und Hauswirtschaftswissenschaft sowie Berufliche Didaktik tätig ist.

## Publikationen (Auswahl)
- Die Informationslage des Privathaushalts bei Güterbeschaffung. Versuch ihrer Analyse und Bewertung. Duncker & Humblot, Berlin 1965, ISBN 3-428-03512-7.
- Berufs- und Arbeitspädagogik in der hauswirtschaftlichen Ausbildung. Schneider Verlag, Baltmannsweiler 1988, ISBN 3-87116-235-3.
- Der private Haushalt in systemtheoretisch-ökologischer Betrachtung. Lang Verlag, Frankfurt 1994, ISBN 3-631-46938-1.
- Ernährung in Systemzusammenhängen. Ein Lehrbuch zur Multiperspektivität und Mehrdimensionalität der Ernährung. 2. Auflage. Schneider Verlag, Baltmannsweiler 2001, ISBN 3-89676-447-0.
- Berufsfeldlehre Ernährung und Hauswirtschaft. Schneider Verlag, Baltmannsweiler 2015, ISBN 3-8340-1509-1.